# Alexander-von-Humboldt-Gymnasium Neuss
Das Alexander-von-Humboldt-Gymnasium (kurz: AvH)  ist ein naturwissenschaftlich-mathematisch orientiertes Gymnasium im Süden (Stadtteil Pomona) der Stadt Neuss, im Rhein-Kreis Neuss.

## Geschichte
Das Alexander von Humboldt-Gymnasium wurde am 1. April 1966 als zweites städtisches Jungengymnasium gegründet. Der heutige Standort besteht seit 1969.
Die ersten großen Veränderungen gab es bereits 1974: Es wurden auch Mädchen zugelassen (Koedukation) und die Reformierte Oberstufe eingeführt. Der Ausrichtung des Namensgebers Alexander von Humboldt folgend, bildete sich ein naturwissenschaftlich-mathematischer Schwerpunkt aus. In den 1990er Jahren standen weitere Veränderungen an.
Um das Angebot der 3. Fremdsprache aufrechtzuerhalten und ein breites Kursangebot in der Oberstufe bieten zu können, wurde eine Kooperation mit dem benachbarten Nelly-Sachs-Gymnasium, dem ehemaligen Mädchengymnasium in der Nähe, vereinbart. Zudem führte eine gestiegene Anzahl von Anmeldungen von Realschulabsolventen für die Gymnasiale Oberstufe dazu, dass ein spezielles Kursangebot für diese Klientel in der Jahrgangsstufe 11 eingerichtet wurde.
Zudem wird das Fach Informatik seit 1996 verstärkt gefördert und regelmäßig als Leistungskurs angeboten.

## Schulprofil
Das Alexander von Humboldt-Gymnasium hat eine starke naturwissenschaftlich-mathematische Ausrichtung. Dies kommt sowohl in der Sekundarstufe 1 durch die Profilklasse als auch in der Sekundarstufe 2 im Kursangebot zum Tragen.
Im Gegensatz zu altsprachlichen und bilingualen Zweigen anderer Gymnasien ist diese Art der Profilklasse am Alexander-von-Humboldt-Gymnasium als einer der ersten und sehr weniger Schulen in Nordrhein-Westfalen eingeführt wurde. Auch erprobte „das Humboldt“ als eines von sehr wenigen Gymnasien in NRW das von der 2005 abgewählten rot-grünen Landesregierung für 2007 geplante Fach Naturwissenschaften (ein gemeinsamer Unterricht für naturwissenschaftliche Fächer, der Biologie, Chemie und Physik umschließt) in den Klassen 5 bis 6, welches von der neuen Landesregierung wieder zurückgenommen wurde.
Erste Fremdsprache ist grundsätzlich Englisch, als zweite Fremdsprache werden Französisch und Latein angeboten.
Als besonderes Angebot an Quereinsteiger aus Realschulen gibt es in der Jahrgangsstufe 11 jedes Jahr je ein bis zwei Kurse in Deutsch, Mathematik und Englisch, die eine Wochenstunde mehr haben (also vierstündig stattfinden), um den Anschluss an das Gymnasialniveau zu ermöglichen.

### Naturwissenschaftliche Profilklassen
Die Schüler erhalten in den Jahrgängen 5–7  eine Vertiefung in Form einer zusätzlichen Stunde in den naturwissenschaftlichen Fächern.
Diese zusätzliche Stunde in den Klassen 5 bis 8 wie folgt auf die Fächer verteilt:
- Klasse 5 Biologie
- Klasse 6 Physik
- Klasse 7 Chemie
- Klasse 8 Mathematik

Im Oktober 2008 belegte das Gymnasium den ersten Platz des Hugo-Henkel-Preises und gewann ein Preisgeld in Höhe von 7500 Euro.

### Differenzierungkurse in den Klassen 8, 9 und 10
Innerhalb der Differenzierungskurse der Klassen 8, 9 und 10 können verschiedene mathematisch-naturwissenschaftliche Fachkombinationen gewählt werden:
- Mathematik/Informatik
- Chemie/Biologie
- Geschichte/Englisch
- Deutsch/Erziehungswissenschaften
- Werken und Gestalten

### Gymnasiale Oberstufe
In der gymnasialen Oberstufe werden alle naturwissenschaftlichen Fächer (Biologie, Chemie, Physik) und Informatik in Grundkursen angeboten. Nicht nur Mathematik, sondern auch Informatik ist häufig als Leistungskurs vertreten, weitere naturwissenschaftliche Fächer wie Biologie oder Physik sind in der Regel ebenfalls als Leistungskurs vertreten oder werden in Kooperation mit dem benachbarten Nelly-Sachs-Gymnasium als Leistungskurse eingerichtet.
Weitere Fremdsprachen können durch die Kooperationsvereinbarung ebenfalls erlernt werden.

### Ganztag
Mit Beginn der Schuljahres 2009/10 wurde am Alexander-von-Humboldt-Gymnasium als bisher einzigem Gymnasium in Neuss der verpflichtende Ganztagsunterricht eingeführt.

### Schulpartnerschaften
- Central High School, Saint Paul (Minnesota)
- Lycée Pierre Bayen, Châlons-en-Champagne
- Staatliche Pädagogische Universität Pskow, Pskow
- Nelly-Sachs-Gymnasium, Neuss (Kooperationsschule in der Oberstufe)

## Gebäude
Das Gebäude wurde 1969 eröffnet. Die Realschule Südstadt und eine katholische Hauptschule befinden sich in unmittelbarer Nähe, was auf die hier nie umgesetzte Idee der Koop-Schule Ende der 1960er Jahre zurückzuführen ist. Das Gebäude wird abends vom Weiterbildungskolleg Neuss, das Abendkurse für den Realschulabschluss, die Fachhochschulreife und das Abitur sowie Nachmittagskurse für die Hochschulreife anbietet, genutzt. Die beiden Schulen sind jedoch organisatorisch vollkommen getrennt.
Von 2010 bis 2016 erfolgte eine PCB-Sanierung des Gebäudes. 2012 wurde die neu erbaute Mensa und die Sporthalle in Betrieb genommen, die zusätzlich von der Realschule Südstadt genutzt werden.

## Sportvereine im AvH
Der SSV Neuss-Reuschenberg hat seine Sportanlage seit der Eröffnung des Gymnasiums in seinen Kellerräumen. Ebenfalls nutzen weitere Sportvereine die Räumlichkeiten des Alexander-von-Humboldt-Gymnasiums.